# 十勝おびひろ枝豆サラダ麺
十勝おびひろ枝豆サラダ麺（とかちおびひろえだまめサラダめん）は、北海道帯広市で販売されているご当地グルメの麺料理である。

## 概要
じゃらんが開発した十勝産小麦と枝豆を使用した地産地消型のご当地グルメで、下記を料理に定義づけている。
- 正式名称は「十勝おびひろ枝豆サラダ麺」とする。一般呼称は「帯広の枝豆サラダ麺」。
- 麺は十勝産小麦100%で作った冷製の平打ちパスタとする。平打ちパスタにしたのは、広大な十勝平野をイメージさせるため。
- 十勝産の枝豆をたっぷり使う。
- 枝豆以外にも最低1種類以上は十勝産の豆を使う。(インゲン、小豆など)
- 帯広産の長いもを生で使う。
- そのほかの食材もなるべく十勝（帯広）産、旬のものにこだわる。（帯広産メークイン、大根など）
- 協議会指定レシピによる特製の和風ドレッシング（十勝産大豆醤油を使用）で枝豆サラダ麺の味付けをする。
- 各店オリジナルのつけダレを1種類用意し、3通りの食べ方を提案する。（1・枝豆サラダ麺をそのまま食べてもらう 2・枝豆サラダ麺をつけダレに付けて食べてもらう 3・たっぷり残った枝豆につけダレをかけて食べてもらう）
- 十勝産小麦を使ったパンをつける。
- 帯広ばんえい競馬場から出る馬の寝ワラから作った堆肥と、札内川の伏流水を使い、農薬などは一切使わずに育てた帯広産マッシュルームを使ったオリジナルスープをつける。
- 箸とスプーンで食べてもらう。
- 価格は税込み1,000円以内とする